# Fournier RF 3
Die Fournier RF 3 ist der Entwurf eines einsitzigen Motor-Reiseflugzeugs des französischen Konstrukteurs René Fournier.

## Geschichte
Die RF 3 war eine direkte Weiterentwicklung von René Fourniers erstem Flugzeugentwurf Fournier RF-1 aus dem Jahr 1960, mit dem er erstmals seine Idee von einem „Avion Planeur“ in die Realität umsetzte, und der nachfolgenden Fournier RF-2 von 1962, die Fournier zur Erfüllung der luftrechtlichen Anforderungen weiterentwickelt hatte. Mit dem Entwurf der RF 3 legte Fournier Ende 1962 den endgültigen Standard des „Avion Planeur“ für den künftigen Serienbau fest. Die RF 3 erhielt gegenüber der RF-2 einen vollständig überarbeiteten Luftbremsen-Mechanismus und ein verstärktes Fahrwerk. Nachdem es Fournier gelungen war, die französische Zulassungsbehörde STA davon zu überzeugen, trotz des nur eingeschränkt zulassungsfähigen Rectimo-Motors für die RF 3 eine Zulassung als Reise- und Kunstflug-Flugzeug zu erteilen, konnte Fournier bei der RF 3 auf die bei der RF-2 vorgenommene Verstärkung der Flügelstruktur für den Segelflug wieder verzichten. Als Motorreiseflugzeug war die RF 3 daher 20 kg leichter als die für den Segelflug ausgelegte RF-2.
Da die meisten Änderungen bereits im zweiten RF-2-Prototyp erprobt worden waren und die Flügelstruktur der RF 3 wieder weitgehend dem Flügel der RF-1 entsprach, verzichtete René Fournier auf den Bau eines expliziten RF 3-Prototyps. Stattdessen sollte das erste Serienflugzeug zur Erprobung und Zulassung verwendet werden. Für Strukturtests entstand außerdem eine Bruchzelle. Der Erstflug der bei Alpavia gebauten RF 3, WNr. 1 wurde am 6. März 1963 in Gap Tallard von Gerard Tahon absolviert, der bereits den Erstflug der RF-2 durchgeführt hatte. Nach erfolgreichem Abschluss der anschließenden Erprobung erteilte die DGAC am 3. Juni 1963 die Typenzulassung CDN-28 für die Fournier RF 3.

## Konstruktion
Die RF 3 ist ein in Holzbauweise gefertigter, eigenstartfähiger freitragender Tiefdecker für den Reise- und Kunstflug. Das Fahrwerk besteht aus einem einziehbaren Zentralrad sowie je einem Stützrad unter jeder Tragfläche. Die Tragfläche ist eine Einholmkonstruktion aus Holz, die im vorderen Teil mit Sperrholz beplankt und sonst mit Stoff bespannt ist. Die einteilig ausgeführte Tragfläche ist mit vier Bolzen am Rumpf angeschraubt. Angetrieben wird die RF 3 von einem Vierzylinder-Viertakt-Boxermotor Rectimo 4AR1200 auf Basis des VW-Boxermotors mit einer Leistung von 29 kW (39 PS).

## Produktion und Vermarktung
Bereits eine Woche nach der Typenzulassung wurde die RF 3, WNr. 1 auf dem Pariser Aérosalon im Juni 1963 der Öffentlichkeit vorgestellt.
Die RF 3 war das erste in größerem Umfang gebaute Fournier-Flugzeug. Die Serienproduktion bei Alpavia S.A. in Gap Tallard war bereits während der Erprobungsphase durch die STA im Frühjahr 1963 angelaufen. Die ersten Kundenauslieferungen fanden im November 1963 statt. Insgesamt 6 Flugzeuge konnten noch 1963 ausgeliefert werden. Weitere 38 bzw. 36 Maschinen folgten 1964 und 1965. Insgesamt 88 RF 3 entstanden bis zum Ende der RF 3-Produktion bei Alpavia S.A im Dezember 1963. Der überwiegende Teil der RF 3-Produktion wurde von Alpavia S.A. an französische Luftsportvereine geliefert.
Seit 1964 bestand ein Vermarktungsabkommen zwischen Alpavia S.A. und dem Pützer Flugzeugbau in Deutschland, das Alfons Pützer die alleinigen Vermarktungsrechte für die RF 3 im deutschsprachigen Raum zusicherte. Als erste ins Ausland verkaufte RF 3 traf die WNr. 38 am 7. August 1964 in Bonn-Hangelar ein. Mit ihr erreichte Pützer am 25. Mai 1965 die nationale Musterzulassung in Deutschland durch das Luftfahrt-Bundesamt mit dem Gerätekennblatt 666. Etwa 20 RF 3 wurden bis Ende 1965 über Pützer Flugzeugbau bzw. Sportavia-Pützer in Europa ausgeliefert.
Im März 1965 lieferte Alpavia S.A. die erste RF 3 nach England, wo Sutton Aviation das Flugzeug auf der Biggin Hill Air Show präsentierte. Eine Vertriebspartnerschaft zwischen Alpavia und Sutton kam auf Grund der Insolvenz von Sutton Aviation nicht zustande.
Nach dem Absturz der WNr. 32, F-BMDK, bei einem Kunstflugmanöver entzog die französische Luftfahrtbehörde der RF 3 im Sommer 1965 die Kunstflug-Zulassung. Viele Kunden verloren damit das Interesse an der RF 3. Nachdem zuvor bereits die staatliche Subvention für Flugzeugbeschaffungen durch Flugsportvereine in Frankreich gestrichen wurden, reduzierten sich die Verkaufserfolge der RF 3 in der zweiten Jahreshälfte 1965 erheblich. Alpavia S.A. stellte die Produktion der RF 3 Ende 1965 nach 88 gebauten Flugzeugen ein. Eine ausführliche Übersicht über sämtliche 88 bei Alpavia gebauten RF 3, sowie weitere Angaben zur Produktion der RF 3 findet man bei.
Um die Kunstflugzulassung wieder zu erreichen, verstärkte Rene Fournier die Struktur. Die neue, wieder kunstflugtaugliche Konstruktion wurde 1967 als Fournier RF 4 in den Markt gebracht.

## Technische Daten
| Kenngröße              | Daten                                                         |
| ---------------------- | ------------------------------------------------------------- |
| Besatzung              | 1                                                             |
| Länge                  | 6,00 m                                                        |
| Spannweite             | 11,20 m                                                       |
| Höhe                   | 2,80 m                                                        |
| Flügelfläche           | 11,0 m²                                                       |
| Flügelstreckung        | 11,5                                                          |
| Flächenbelastung       | max. 31,81 kg/m²                                              |
| Leistungsbelastung     | 8,97 kg/PS                                                    |
| Flügelprofil           | NACA 23015 an der Wurzel, NACA 23012 an der Tragflächenspitze |
| Geringstes Sinken      | 1,2 m/s bei 90 km/h                                           |
| Gleitzahl              | 18 bei 95 km/h                                                |
| Leermasse              | 240 kg                                                        |
| max. Startmasse        | 350 kg                                                        |
| Reisegeschwindigkeit   | 160 km/h                                                      |
| Höchstgeschwindigkeit  | 210 km/h (180 km/h in Deutschland)                            |
| Mindestgeschwindigkeit | 70 km/h                                                       |
| max. Steigrate         | ca. 3 m/s                                                     |
| Startrollstrecke       | 130 m                                                         |
| Startstrecke auf 15 m  | 270 m                                                         |
| Landerollstrecke       | 100 m                                                         |
| Landestrecke aus 15 m  | 230 m                                                         |
| Dienstgipfelhöhe       | 5500 m                                                        |
| Reichweite             | 500 km                                                        |
| Triebwerk              | 1 × Rectimo 4AR 1200                                          |
| Leistung               | 29 kW (ca. 40 PS)                                             |
| Tankinhalt             | 60 l                                                          |